# 伦索伊斯-保利斯塔
伦索伊斯-保利斯塔是巴西圣保罗州的一个市镇。总面积803.86平方公里，总人口63314人，人口密度78.8人/平方公里。